# Gele rietprachtmot
De gele rietprachtmot (Cosmopterix lienigiella) is een vlinder uit de familie prachtmotten (Cosmopterigidae). De wetenschappelijke naam is voor het eerst geldig gepubliceerd in 1846 door Zeller.
De soort komt voor in Europa.